# Platygyndes titicaca
Genre
Espèce
Platygyndes titicaca, unique représentant du genre Platygyndes, est une espèce d'opilions laniatores de la famille des Cosmetidae.

## Distribution
Cette espèce est endémique de la région de Puno au Pérou. Elle se rencontre vers le lac Titicaca.

## Description
Le mâle holotype mesure 6 mm.

## Étymologie
Son nom d'espèce lui a été donné en référence au lieu de sa découverte, le lac Titicaca.

## Publication originale
- Roewer, 1943 : « Über Gonyleptiden. Weitere Weberknechte (Arachn., Opil.) XI. » Senckenbergiana, vol. 26, p. 12–68.